# Wołcze
Wołcze (ukr. Вовче) – wieś w rejonie samborskim (do 2020 roku w rejonie turczańskim) obwodu lwowskiego nad Dniestrem. W 1990 liczyła około 2450 mieszkańców.
Wieś prawa wołoskiego, położona była w drugiej połowie XV wieku w ziemi przemyskiej województwa ruskiego. W 1921 r. wieś liczyła około 2242 mieszkańców. W okresie międzywojennym w powiecie turczańskim.

## Ważniejsze obiekty
- Cerkiew greckokatolicka z 1680 r. z ikonostasem z 1681 r.
- Cerkiew greckokatolicka z 1681 r. z ikonostasem z 1681 r.
- Dawna kaplica rzymskokatolicka.

Jedna z cerkwi jest obecnie cerkwią prawosławną.

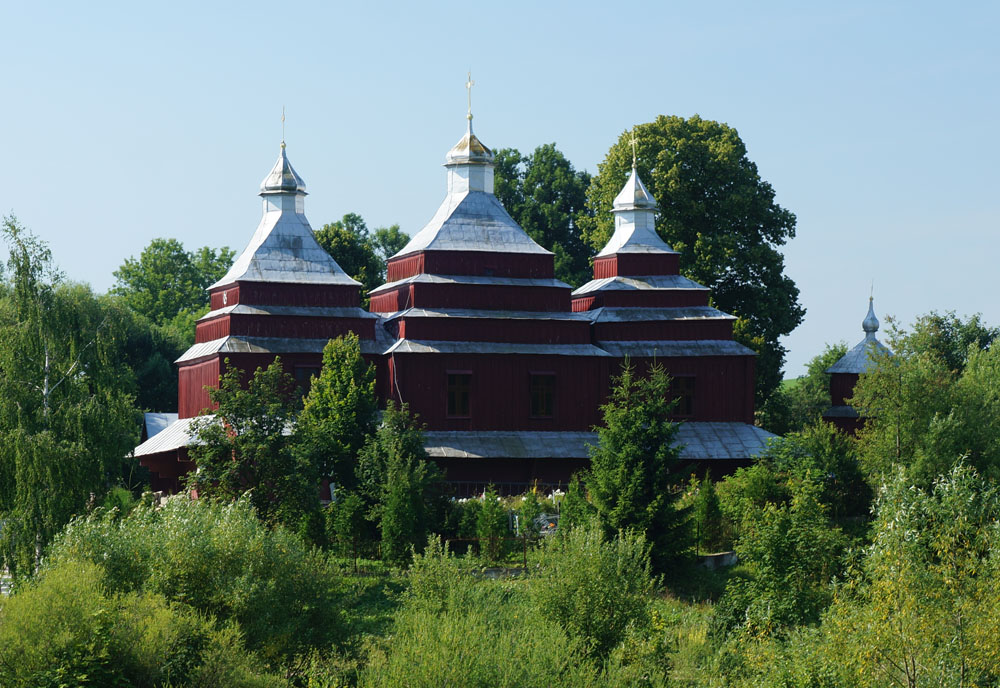
Cerkiew w Wołczem
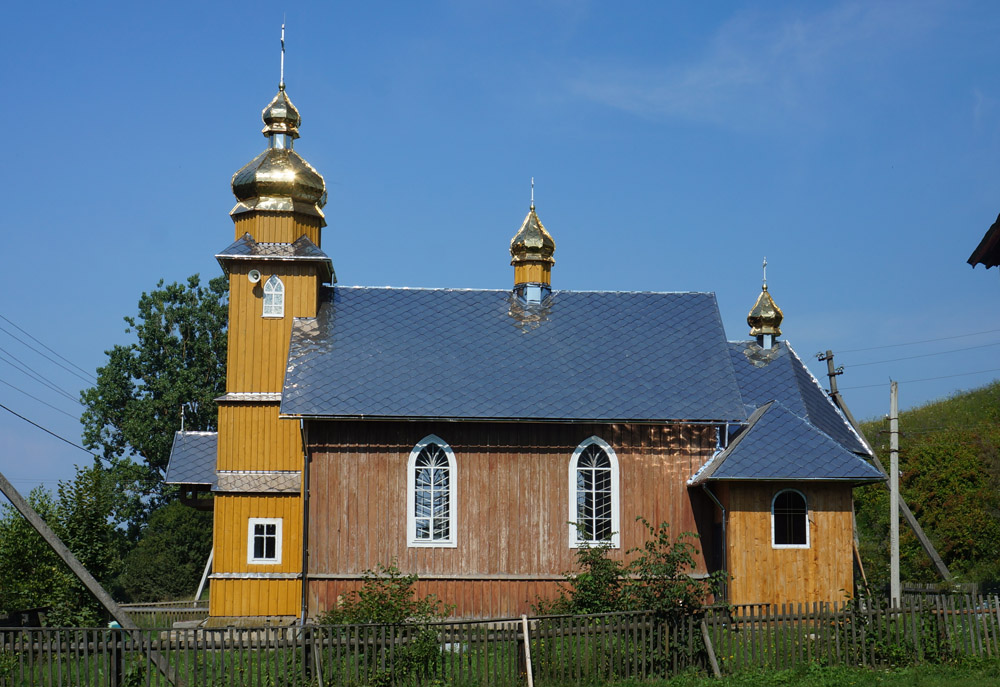
Dawna kaplica rzymskokatolicka